# Purple (EP)
Purple là mini album thứ năm của nhóm nhạc Hàn Quốc Mamamoo. Được phát hành bởi Rainbow Bridge World vào ngày 22 tháng 6 năm 2017 và phân phối bởi CJ E&M Music. Tổng cộng 5 bài hát, bao gồm single "Yes I Am".

## Phát hành
Mini album được phát hành vào ngày 22 tháng 6 năm 2017, thông qua các trang nghe nhạc trực tuyến, bao gồm Melon và iTunes cho thị trường nghe nhạc toàn cầu.

## Single
"Yes I Am" được phát hành như bài hát chủ đề kết hợp với việc phát hành mini album vào ngày 22 tháng 6.

## Track list
| STT              | Nhan đề                                                       | Phổ lời                             | Phổ nhạc                  | Arrangement               | Thời lượng |
| ---------------- | ------------------------------------------------------------- | ----------------------------------- | ------------------------- | ------------------------- | ---------- |
| 1.               | "Yes I Am" (나로 말할 것 같으면)                              | Kim Do-hoon, Solar, Moonbyul, Hwasa | Kim Do-hoon               | Kim Do-hoon               | 3:31       |
| 2.               | "Finally"                                                     | Cosmic Sound, Cosmic Girl, Moonbyul | Cosmic Sound, Cosmic Girl | Cosmic Sound, Cosmic Girl | 3:08       |
| 3.               | "Love & Hate" (구차해 (Moonbyul solo))                        | Moonbyul, Park Woo-sang             | Park Woo-sang             | Park Woo-sang             | 3:13       |
| 4.               | "Aze Gag" (아재개그 (narr. Kim Dae-hee & Kim Joon-ho))        | Kim Do-hoon, Solar, Moonbyul, Hwasa | Kim Do-hoon, Solar, Hwasa | Kim Do-hoon               | 3:31       |
| 5.               | "Da Ra Da" (다라다 (thể hiện bởi Wheein, Jeff Bernat & B.O.)) | B.O.                                | 파이어뱃, B.O.            | 파이어뱃                  | 3:57       |
| Tổng thời lượng: | Tổng thời lượng:                                              | Tổng thời lượng:                    | Tổng thời lượng:          | Tổng thời lượng:          | 17:20      |